# Dendrocoelopsis americana
Dendrocoelopsis americana är en plattmaskart som först beskrevs av Libbie Henrietta Hyman 1939.  Dendrocoelopsis americana ingår i släktet Dendrocoelopsis och familjen Dendrocoelidae. Inga underarter finns listade i Catalogue of Life.